# Maria Krahn
Maria Krahn (* 7. Oktober 1896 in Köln; † 19. Dezember 1977 in Gelsenkirchen; gebürtig Maria Katharina Hubertina Krahn) war eine deutsche Schauspielerin und Synchronsprecherin.

## Leben und Karriere
Maria Krahn, 1896 in Köln geboren, besuchte nach ihrer Schulzeit die Schauspielschule von Louise Dumont. Intendant Saladin Schmitt verschaffte ihr am Schauspielhaus Bochum das erste Engagement.
Danach spielte sie in Frankfurt am Main und in Hamburg. Schließlich trat sie bis 1933 an den Reinhardt-Bühnen in Berlin auf. 1928 heiratete sie den Regisseur und Intendanten Hans Hinrich (1903–1974). Mit Anbruch des Tonfilmzeitalters wurde sie eine gefragte Nebendarstellerin, die es bis 1945 auf 53 Filmrollen brachte.
Nach Kriegsende wandte sie sich wieder verstärkt dem Theater zu. Von 1955 bis 1959 stand sie auf den Wuppertaler Bühnen, ab 1960 spielte sie an den Städtischen Bühnen von Gelsenkirchen und wieder am Schauspielhaus Bochum.

## Filmografie
- 1931: Schneider Wibbel
- 1934: Hermine und die sieben Aufrechten
- 1934: Ein Mädchen mit Prokura
- 1934: Oberwachtmeister Schwenke
- 1934: Pappi
- 1935: Das Mädchen Johanna
- 1935: Liselotte von der Pfalz
- 1935: Lärm um Weidemann
- 1935: Der mutige Seefahrer
- 1935: Stützen der Gesellschaft
- 1935: Die törichte Jungfrau
- 1935: Die Werft zum grauen Hecht
- 1936: August der Starke
- 1936: Die Entführung
- 1936: Inkognito
- 1936: Hummel - Hummel
- 1936: Krach und Glück um Künnemann
- 1936: Die lustigen Weiber
- 1936: Das Schönheitsfleckchen
- 1936: Stärker als Paragraphen
- 1936: Susanne im Bade
- 1936: Familienparade
- 1936: Mädchenräuber
- 1937: Andere Welt
- 1937: Frauenliebe – Frauenleid
- 1937: Fremdenheim Filoda
- 1937: Togger
- 1937: Der Unwiderstehliche
- 1938: Fracht von Baltimore
- 1938: Der Maulkorb
- 1938: Mordsache Holm
- 1938: Napoleon ist an allem schuld
- 1938: Scheidungsreise
- 1938: Der Spieler
- 1938: Das Verlegenheitskind
- 1938: Zwischen den Eltern
- 1938: Liebelei und Liebe
- 1938: Was tun, Sybille?
- 1939: Kongo-Express
- 1939: Rheinische Brautfahrt
- 1939: Schneider Wibbel
- 1939: Der Stammbaum des Dr. Pistorius
- 1939: Wir tanzen um die Welt
- 1940: Der dunkle Punkt
- 1940: Herz – modern möbliert
- 1940: Ritorno
- 1940: Was wird hier gespielt?
- 1940: Der Weg zu Isabel
- 1940: Traummusik
- 1940: Wie konntest Du, Veronika!
- 1940: Das leichte Mädchen
- 1940/42: Der große König
- 1941: Mein Leben für Irland
- 1941: Illusion
- 1942: Viel Lärm um Nixi
- 1943: Abenteuer im Grandhotel
- 1950: Das doppelte Lottchen
- 1951: Das späte Mädchen
- 1952: Der eingebildete Kranke
- 1953: Heimlich, still und leise
- 1954: Der Engel mit dem Flammenschwert
- 1955: Rosen im Herbst
- 1955: Rosenmontag
- 1961: Das Wunder des Malachias